# 자살론

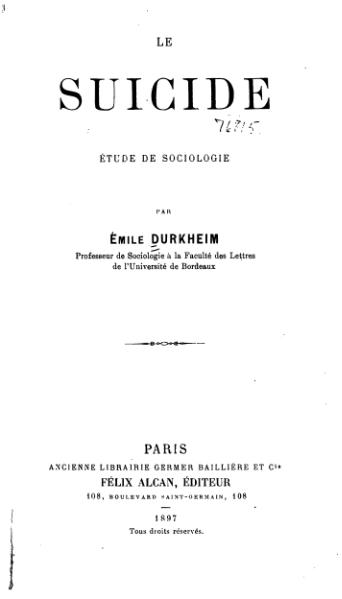

『자살의 사회학적 연구』(프랑스어: Le Suicide: Étude de sociologie), 통칭 『자살론』은 에밀 뒤르켐이 1897년 지은 책으로, 사회학 분야에서는 혁신적인 저서 중의 하나이다.
뒤르켐은 이 책에서 매우 개인적인 듯이 보이는 자살과 같은 행위가 사회 세계에 의해 영향을 받고 있음을 보여준다. 그때까지 자살에 대한 사회적 요인을 인종이나 기후, 혹은 정신적 장애로 설명했지만, 뒤르켐은 자살을 사회적 사실(social fact)로서, 이는 다른 사회적 사실에 의해서만 설명될 수 있다고 생각했다. 그에게는 자살이 결코 개인적 행위의 단순 총합이 아닌 것이다.
뒤르켐은 자살에 대한 프랑스 공식기록으로부터 특정한 범주의 사람들이 다른 사람들에 비해서 자살 가능성이 높음을 알아냈다. 여성보다 남성이, 가톨릭 신자보다 개신교인이, 가난한 자보다는 부자들이, 기혼자보다는 미혼자들이 자살할 가능성이 높았다. 나아가 자살률이 전시에는 낮아지고 경제적 변화나 불안정한 시기에 높아진다는 것을 알아냈다.
이러한 조사결과를 통해서 그는 개인의 외부에 존재하는 사회적 힘이 자살률에 영향을 준다고 보았다. 그는 이를 사회적 연대라는 개념과 사회 결속의 두 가지 유형인 사회 통합과 사회 규제에 연관시켜 설명했다. 즉 자신이 속한 사회 집단에 강하게 통합되어 사회규범의 규제에 따라 자신의 욕망과 야심을 조절하는 사람들이 자살할 가능성이 더 낮다고 보았다. 그는 통합과 규제의 유무에 따라 자살에 네 종류가 있다고 봤다.
- 이기적 자살 : 사회적 통합정도가 낮고 개인이 속한 집단의 결속이 약하거나 깨져서 고립되어 있을 때 많이 나타난다.
- 아노미적 자살 : 사회적 규제가 부족할 때 발생한다. 사람들이 사회의 급격한 변화와 불안정으로 인해 '무규범'상태로 빠져들게 되는 상황, 즉 아노미적 상황에서 발생한다.
- 이타적 자살 : 개인이 '과도하게' 사회에 통합되어 있을 때, 사회적 결속이 너무 강할 때, 그리하여 사회의 가치를 개인의 가치보다 더 중시할 때 일어난다. 이런 경우 자살은 위대한 선을 위한 희생이 된다.
- 숙명론적 자살 : 개인이 사회에 의해 과도하게 규제될 때 이런 자살이 발생한다. 개인에 대한 억압은 운명 혹은 사회 앞에 무력감을 느끼게 한다.

각 사회의 자살률은 다양하지만, 한 사회 안의 자살률은 일정한 유형을 띠고 나타난다. 뒤르켐은 이를 일관된 사회적 힘이 자살률에 영향을 주는 증거라고 보았다.
이 책은 출판되자 많은 비판적 연구가 뒤따랐는데, 비판의 중심에는 뒤르켐이 공식적 통계를 사용한 것이나 자살에 대한 비사회적인 영향을 무시한 것, 그리고 모든 유형의 자살을 함께 분류한 것 등이었다. 그럼에도 불구하고 이 연구는 고전이 되었고, 자살이라는 개인적인 것처럼 보이는 행위에 사회학적 연구가 필요하다는 그의 근본적인 확신은 여전히 유효하다.

## 같이 보기
- 반양성주의
- 실증주의
- 자살학